# 八木優希
八木 優希（やぎ ゆうき、2000年（平成12年）10月16日 - ）は、日本の女優。東京都出身。セントラルを経てアミューズに所属していた。現在はフリー。

## 略歴
2001年、生後4か月の時に『仮面ライダーアギト』に出演し芸能界デビューを果たす。2008年、『薔薇のない花屋』に出演し、テレビ情報誌『ザテレビジョン』の発表した「第56回ドラマアカデミー賞」において「ザテレビジョン特別賞」を受賞するなど注目を集めた。
2012年頃まではセントラル子供タレントおよびセントラル子供劇団に所属していた。2020年2月1日放送の『初対面トークショー!! 内村カレンの相席どうですか』では、『薔薇のない花屋』で共演した香取慎吾と12年ぶりに再会。その後2023年には映像コンテンツ権利処理機構に連絡のとれない権利者として掲載された。
2025年1月期放送の『日本一の最低男 ※私の家族はニセモノだった』で3年ぶりにテレビドラマへ出演することが発表され、俳優としては主演を務める香取と『薔薇のない花屋』以来17年ぶりの共演となることも話題となった。

## エピソード
2008年に出演したドラマ『薔薇のない花屋』において、香取慎吾と親子役で共演したことをきっかけに実の親子のように仲良くなるが、同年の味の素のCM共演以来会うことはなかった。12年後の2020年2月1日『初対面トークショー!! 内村カレンの相席どうですか』（フジテレビ系）において、香取の1番会いたい人として12年ぶりに再会、香取が「雫、大きくなった」と八木を抱きしめると八木は大粒の涙を流し、香取も涙を浮かべた。同番組では、ドラマ撮影時のエピソードに加え、共演以来2人が10年以上文通を続けていることを明らかにした。手紙は「父ちゃんへ」から始まり、毎年の香取の誕生日や、逆上がりができた日、入学など折々に写真と共に送っていて、香取から届いた手紙はうれしくて机に飾っていると話した。同番組は非常に大きな反響を呼び、同日「香取慎吾」「雫ちゃん」「八木優希」「内村カレン相席どうですか」の4語がTwitterのトレンド入りをした。

## 出演

### テレビドラマ
- 仮面ライダーアギト 第4話（2001年、テレビ朝日） - 闇の力（赤ん坊） 役
- 長崎ぶらぶら節 （2001年4月28日、テレビ朝日）
- 連続テレビ小説（NHK総合）
  - ちゅらさん（2001年4月2日 - 9月29日）[注 1]
  - おひさま（2011年4月4日 - 10月1日） - 須藤陽子（幼少） 役
  - ひよっこ（2017年4月3日 - 9月30日） - 夏井優子 役[6]
    - ひよっこ2（2019年3月25日 - 28日）
- さよならの花びら （2005年1月7日、テレビ朝日） - 結婚式場の少女 役
- 火曜サスペンス劇場 監察医・室生亜季子36 母子鑑定（2005年1月11日、日本テレビ） - 洋子（幼少）役
- はぐれ刑事純情派 第18シリーズ1話（2005年4月20日、テレビ朝日） - 唐沢里沙（幼少）役
- 七色のおばんざい（2005年6月27日 - 6月30日、NHK総合） - 八木真子 役
- Dのゲキジョー 〜運命のジャッジ〜 （2005年7月15日、、フジテレビ） - 安達祐実（幼少）役
- 戦国自衛隊・関ヶ原の戦い（2006年1月31日、日本テレビ） - おりん・悠 役
- 医龍-Team Medical Dragon- 第4話（2006年5月4日、フジテレビ） - 真央 役
- 僕の歩く道（2006年10月10日 - 12月19日フジテレビ） - 松田都古（少女時代） 役
- 大女優殺人事件（2007年1月9日、日本テレビ）
- ウルトラマンメビウス 第45話（2007年2月24日、TBS） - 理恵 役
- 逃亡者 おりん（2006年10月20日 - 2007年3月23日、テレビ東京） - お咲（おりんの娘） 役
- 大河ドラマ（NHK総合）
  - 風林火山（2007年1月7日 - 12月16日） - 菊 役
  - 龍馬伝（2010年1月3日） - 平井加尾（少女時代） 役
  - 西郷どん（2018年1月7日 - 12月16日） - 西郷菊草 役
  - 青天を衝け（2021年12月5日 -、 ） - 渋沢(尾高)文子役
- ひまわり〜夏目雅子27年の生涯と母の愛〜（2007年9月16日、TBS） - 雅子（少女時代） 役
- 薔薇のない花屋（2008年1月14日 - 3月24日、フジテレビ） - 汐見雫 役
- ヤスコとケンジ（2008年7月12日 - 9月20日、日本テレビ） - 沖ヤスコ（少女時代） 役
- 金曜プレステージ・内田康夫旅情サスペンス岡部警部シリーズ3 十三の墓標（2008年9月5日、フジテレビ） - 山代真央 役[8]
- 男装の麗人〜川島芳子の生涯〜（2008年12月6日、テレビ朝日） - 川島芳子（6 - 7歳） 役
- イノセント・ラヴ（2008年10月20日 - 12月22日、フジテレビ） - ルリ子 役
- あんみつ姫2（2009年1月11日、フジテレビ） - ちまき 役
- 黒部の太陽（2009年3月21日 - 3月22日、フジテレビ）
- 赤鼻のセンセイ 第3話-（2009年7月8日 - 9月9日、日本テレビ） - 森村千佳 役
- 天国で君に逢えたら（2009年9月24日、TBS） - 高梨愛 役
- 白旗の少女（2009年9月30日、テレビ東京） - 松川富子 役
- 左目探偵EYE（2010年1月23日、日本テレビ） - 佐野舞 役
- ハガネの女（テレビ朝日） - 山石美奈 役
  - ハガネの女（2010年5月21日 - 7月2日）
  - ハガネの女 season2（2011年4月21日 - 6月16日）
- 歸國（2010年8月14日、TBS） - 茜 役
- トイレの神様（2011年1月5日、毎日放送） - 植村美緒（幼少） 役
- デカワンコ（2011年2月19日、日本テレビ） - 門馬ちえみ 役
- 浪花少年探偵団（2012年7月 - 9月、TBS） - 土屋芙美 役
- 新春ワイド時代劇 白虎隊〜敗れざる者たち（2013年1月2日、テレビ東京） - 西郷細布子（幼少）役
- 特集ドラマ はじまりの歌（2013年9月23日、NHK総合） - 山根まりか 役
- ラスト・ドクター〜監察医アキタの検死報告〜 第5話（2014年8月8日、テレビ東京） - 沼田真美 役
- 中京テレビ開局45周年記念ドラマ マザーズ（中京テレビ） - 奥田めぐみ 役
  - マザーズ（2014年10月18日）
  - マザーズ2015 17歳の実母（2015年12月18日）
  - マザーズ2016 母たちの願い（2016年10月15日）
  - マザーズ2017 野宿の妊婦（2017年10月14日）
  - マザーズ2018 僕には、3人の母がいる（2018年11月10日）
- めんたいぴりり2（2015年2月20日、2月27日、テレビ西日本） - 野村薫 役
- 水族館ガール 最終話（2016年9月2日、NHK総合） - 猪田七海 役
- FINAL CUT 第3話（2018年1月23日、フジテレビ） - 北沢桐子 役
- いつまでも白い羽根（2018年4月7日 - 5月26日、東海テレビ・フジテレビ系） - 山田美幸 役
- 相棒 Season17 最終回（2019年3月20日、テレビ朝日） - 水原美波 役
- ストロベリーナイト・サーガ（2019年4月11日 - 6月20日、フジテレビ） - 姫川玲子（高校時代）役
- やじ×きた 元祖・東海道中膝栗毛 第6話（2019年5月11日、BSテレ東） - お夏 役
- おカネの切れ目が恋のはじまり（2020年9月15日 - 10月6日、TBS） - 鮫島ひかり 役[9]
- 管理官キング（2022年1月6日、テレビ朝日） - 美希 役
- 日本一の最低男 ※私の家族はニセモノだった 第3話・第5話・第8話・第10話・最終話（2025年1月23日・2月6日・27日・3月13日・20日、フジテレビ） - 栗田好美 役[10]

### 映画
- 陸に上った軍艦（2007年、山本保博監督） - 山倉の娘 役
- 能登の花ヨメ（2008年8月23日、白羽弥仁監督） - 中浜梅乃の娘 役
- フライング☆ラビッツ（2008年9月13日、瀬々敬久監督） - ゆかり 幼少役
- しあわせのパン（2012年1月28日、三島有紀子監督） - 未久 役
- 虹色ほたる 〜永遠の夏休み〜（2012年5月19日、宇田鋼之介監督） - 芳澤 役（声優）
- アイネクライネナハトムジーク（2019年9月20日、今泉力哉監督） - 亜美子 役[11]
- 天外者（2020年12月11日、田中光敏監督） - きく 役
- 麻希のいる世界（2022年1月29日、塩田明彦監督） - 城島聡美 役[12]
- 貞子DX（2022年10月28日、木村ひさし監督） - 一条双葉 役[13]
- 占いゲーム（2023年4月21日、寺西一浩監督） - 山本弘美 役[14]

### 舞台
- 劇団たいしゅう小説家 10周年記念公演 Vol.5 ai-kata 公演「（株）Dream show」 〜略してドリショー〜（2012年8月3日 - 12日、萬劇場）[15]

### ラジオドラマ
- 青春アドベンチャー（NHK-FM）
  - 王妃の帰還（2018年4月2日 - 13日） - チヨジ 役[16]
  - 「火喰鳥 羽州ぼろ鳶組」（2018年7月23日 - 8月3日）[17] - お鈴 役

### 音楽番組
- 第80回NHK全国音楽コンクール 全国コンクール 小学校の部（2013年10月13日） - 司会

### CM
- アメリカンホーム保険会社 みんなのほすピタる　アメリちゃん役
- アイフルホーム
- チューリッヒ保険 スーパー自動車保険
- 関西電力 オール電化「毎日のことエコキュート」篇
- 住友林業 「伝えてあげたい」篇
- 小学館 小学一年生入学準備直前号「パラパラキッズ」篇
- 池田模範堂 液体ムヒ「かゆみ刑事」「全身かゆみ止め」篇
- 味の素 冷凍食品（香取慎吾と共演）

## 受賞歴

### テレビドラマ
- 2008年『ザテレビジョン』第56回ザテレビジョンドラマアカデミー賞ザテレビジョン特別賞（『薔薇のない花屋』）[18]